# اندیس گزو ۳
گزو ۳ یک اندیس فلزی است که در حوالی شهر چیروک استان خراسان قرار دارد و مادهٔ معدنی موجود در آن، مس است.سنگ میزبان این اندیس گرانودیوریت است و دیرینگی آن به دوران پالئوژن می‌رسد. در این اندیس، پاراژنز‌های پیریت، مالاکیت، آزوریت، هماتیت یافت می‌شوند.